# Wattenwil
Wattenwil és un municipi del cantó de Berna (Suïssa), situat al districte de Seftigen.